# Triraphis achterbergi
Triraphis achterbergi är en stekelart som beskrevs av Chen och He 1997. Triraphis achterbergi ingår i släktet Triraphis och familjen bracksteklar. Inga underarter finns listade i Catalogue of Life.